# 금토 요금소
금토 요금소(金土料金所, Geumto TG)는 경기도 성남시 수정구 용인서울고속도로 595 (금토동)에 위치한 용인서울고속도로 본선 상의 요금소이다. 고등 나들목에서 용인방향으로 약 2.1km, 서판교 나들목에서 서울방향으로 약 2.7km 떨어진 곳에 있다.
2009년 7월 1일 용인서울고속도로가 개통되면서 영업을 개시했다. 관리는 경수고속도로 금토영업소에서 하고 있으며, 2009년 6월 30일에 이 곳에서 용인서울고속도로 개통식 행사가 열렸다.

## 연혁
- 2009년 7월 1일 : 용인서울고속도로 개통과 함께 영업 개시[1]

## 통행료
아래 통행료는 2015년 10월 29일 조정 기준이다.
| 구분 | 통행료 (2015년 10월 29일 이전) | 2015년 10월 29일 이후 통행료 |
| ---- | ------------------------------ | ---------------------------- |
| 경차 | 450                            | 300                          |
| 1종  | 900                            | 800                          |
| 2종  | 900                            | 800                          |
| 3종  | 900                            | 800                          |
| 4종  | 1,000                          | 1,000                        |
| 5종  | 1,100                          | 1,100                        |